# Krutinka
Krutinka – osiedle typu miejskiego w Rosji, w obwodzie omskim. W 2010 roku liczyło 7333 mieszkańców.